# Ostrów Mazowiecka
Ostrów Mazowiecka este un oraș în Polonia.